# Crotalaria ochroleuca
Crotalaria ochroleuca är en ärtväxtart som beskrevs av George Don jr. Crotalaria ochroleuca ingår i släktet sunnhampor, och familjen ärtväxter. Inga underarter finns listade i Catalogue of Life.